# ميكي شيرمان
ميكي شيرمان (بالإنجليزية: Mickey Sherman)‏ هو محامي أمريكي، ولد في 1947.